# Szczawin (województwo łódzkie)
Szczawin – wieś w Polsce położona w województwie łódzkim, w powiecie zgierskim, w gminie Zgierz.

## Części wsi
| SIMC    | Nazwa                  | Rodzaj    |
| ------- | ---------------------- | --------- |
| 0417266 | Szczawin Duży          | część wsi |
| 0417272 | Szczawin Mały          | część wsi |
| 0417289 | Szczawin Przykościelny | część wsi |
| 0417295 | Szczawin-Kolonia       | część wsi |

## Historia
Nazwa wsi (pierwotnie „Szczauino”, „Szczawino”, „Sczavino” i „Sczawyn”) wywodzi się od typowych dla okolicy kwaśnych gleb, na których często rośnie szczaw. Pierwsze wzmianki na temat szczawińskiej osady pochodzą z 1339 roku, kiedy to książę łęczycki i dobrzyński podarował Paulinie, wdowie po wojewodzie łęczyckim Borzywoju, wieś Szczawin w zamian za Paprotnię i Brzeziny. Szczawinem w latach 1452–1555 oraz 1569–1580 zarządzała rodzina Lasockich, odpowiednio Michał, Stanisław, Jakub i Krzysztof, a w późniejszym okresie wieś często zmieniała swoich właścicieli. W drugiej połowie XIX wieku Szczawin, przechodząc znaczący rozwój, podzielił się na cztery osady: Szczawin Duży, Szczawin Mały, Szczawin Kościelny i Szczawin Kolonia.
W końcu XVI wieku Szczawin był wsią królewską (tenuta) w powiecie brzezińskim województwa łęczyckiego. W latach 1975–1998 miejscowość położona była w ówczesnym województwie łódzkim.

Sport
Od 1949 roku na terenie wsi funkcjonuje klub piłkarski LKS START Szczawin.

## Kościół
Około 1430 roku, za czasów panowania rodziny Bielawskich, erygowany przez abp. Wojciecha Jastrzębca został kościół pw. św. Anny. Z imienia jest znany jeden z pierwszych proboszczów parafii, Michał z Pacanowa, będący kanonikiem gnieźnieńskim i doktorem teologii. W 1796 roku probostwo w parafii zostało oddane klasztorowi o.o. Franciszkanów w Łagiewnikach z powodu kłopotów finansowych, którzy rok później wybudowali nowy kościół pw. św. Stanisława. Rosyjski zarządca wsi, Jerzy Trubnikow, w 1879 roku podarował srebrne lichtarze, znajdujące się tam do dziś. W 1912 roku dokonano gruntownej rewitalizacji kościoła, jednak w listopadzie 1914 roku uległ zniszczeniu podczas walk I wojny światowej. 24 marca 1987 roku kościół spłonął. Budowa obecnego budynku została zakończona w roku 1992.

## Cmentarz
Na cmentarzu parafialnym w Szczawinie leżą m.in.:
- Jacek Ojrzyński – kustosz Muzeum Sztuki w Łodzi[11],
- Józef Smoleński – oficer Wojska Polskiego i uczestnik wojny moskiewskiej w 1812 roku,
- Ignacy Urbanowski – kawaler orderu Virtuti Militari, uczestnik powstania listopadowego, powstania styczniowego i więzień stanu w latach 1864–1871,

oraz prawie 150 żołnierzy niemieckich i rosyjskich poległych w listopadzie 1914 roku podczas działań frontowych w okolicach Szczawina.

## Szkoła
Istnienie parafialnej szkoły w Szczawinie odnotowano już na początku XVI wieku. Nauczyciel opłacany był przez kmieciów. Budynek szkolny otwarto 13 stycznia 1886 roku. W roku 1904 rozpoczęto budowę murowanej szkoły. W tym czasie patriota i członek partii socjalistycznej, Sawicki, prowadził lekcje w budynku wynajętym u cieśli, a wieczorami gromadził gospodarzy, czytając im polskie utwory i opowiadając o wolnej Polsce. Podczas I wojny światowej szkoła działała nieregularnie, gdyż w jej budynku stacjonowały na zmianę wojska niemieckie i rosyjskie. Za kierownictwa Salomei Lewickiej, od 1923 roku szkoła zaczęła sukcesywnie otwierać kolejne oddziały i zatrudniać kolejnych nauczycieli. W roku 1932 opuścili ją pierwsi absolwenci klas siódmych. W okresie II wojny światowej ówczesny kierownik, Józef Jabłoński, został aresztowany i umarł w obozie koncentracyjnym Mauthausen-Gusen. Zakazano nauczania historii i usunięto godło oraz portrety polskich patriotów, lekcje przerwano w styczniu 1940 roku. W roku 1973 wybudowano nowy budynek szkolny. Zaczęły działać świetlica, stołówka, Dom Nauczyciela i zorganizowano dowożenie uczniów do szkoły. Całą historię szkoły można przeczytać na oficjalnej stronie internetowej